# Бягство към колежа
„Бягство към колежа“ (на английски: College Road Trip) е американска семейна комедия от 2008 г. на режисьора Роджър Къмбъл и участват Мартин Лорънс, Ким Уитли, Рейвън-Симоне, Марго Хашман и Дони Озмънд. Филмът е пуснат от „Уолт Дисни Пикчърс“ в Съединените щати на 7 март 2008 г.